# Утешение (усадьба)
Усадьба Утешение, усадьба Альбрехтов или усадьба Лилино — старинная русская мыза, принадлежавшая таким дворянским родам как Разумовские, Альбрехты, Трувеллер. Расположена в Кингисеппском районе Ленинградской области, в деревне Утешение.
Является памятником архитектуры регионального значения.

## История
В XVIII веке территория, на которой впоследствии появилась усадьба, принадлежала светлейшему князю Александру Даниловичу Меншикову. Надел от этого имения в 1730 году императрица Анна Иоанновна передала майору лейб-гвардии Преображенского полка Ивану Ивановичу Альбрехту. В 1742 году после опалы Альбрехта его выслали в это имение, которое оказалось значительно урезанным. Часть земли отошла к графу А. Г. Разумовскому. В 1805 году внук Ивана Ивановича Альбрехта — Иван Львович с супругой Эрминой Карловной выкупили землю у Разумовских, где построили усадьбу и дали ей название «Утешение».
Господский дом в стиле английской готики возвели на самом высоком месте, на берегу озера, по оси дороги, ведущей в село Ратчино. Центром усадьбы стало озеро с двумя островками, созданное при помощи плотины на реке Сума. Перед домом обустроили террасы и спуски к воде. Усадьбу окружал сад.
В 1839 году усадьбу вместе с другими землями унаследовал средний сын Ивана Львовича — генерал Карл Иванович Альбрехт. В 1848 году умер его старший сын — Александр в возрасте 28 лет. После этого имение перешло к его младшему сыну — Михаилу. После смерти Михаила Карловича в 1850 году, имение перешло к сёстрам Альбрехтов: Марии, Ольге, Софье, Екатерине. Управление усадьбой доверили мужу Екатерины — полковнику лейб-гвардии Конно-пионерного дивизиона — Ричарду Ивановичу Трувеллеру. В 1859 году усадьба перешла к Екатерине Карловне Трувеллер и затем была переименована в «Лилино».
В 1900 году поместье унаследовал Николай Ричардович Трувеллер.
После революции 1917 года усадьба была национализирована. Господский дом переоборудовали под больницу.
По состоянию начало XXI века здание господского дома находилось в полузаброшенном состоянии.

## Галерея

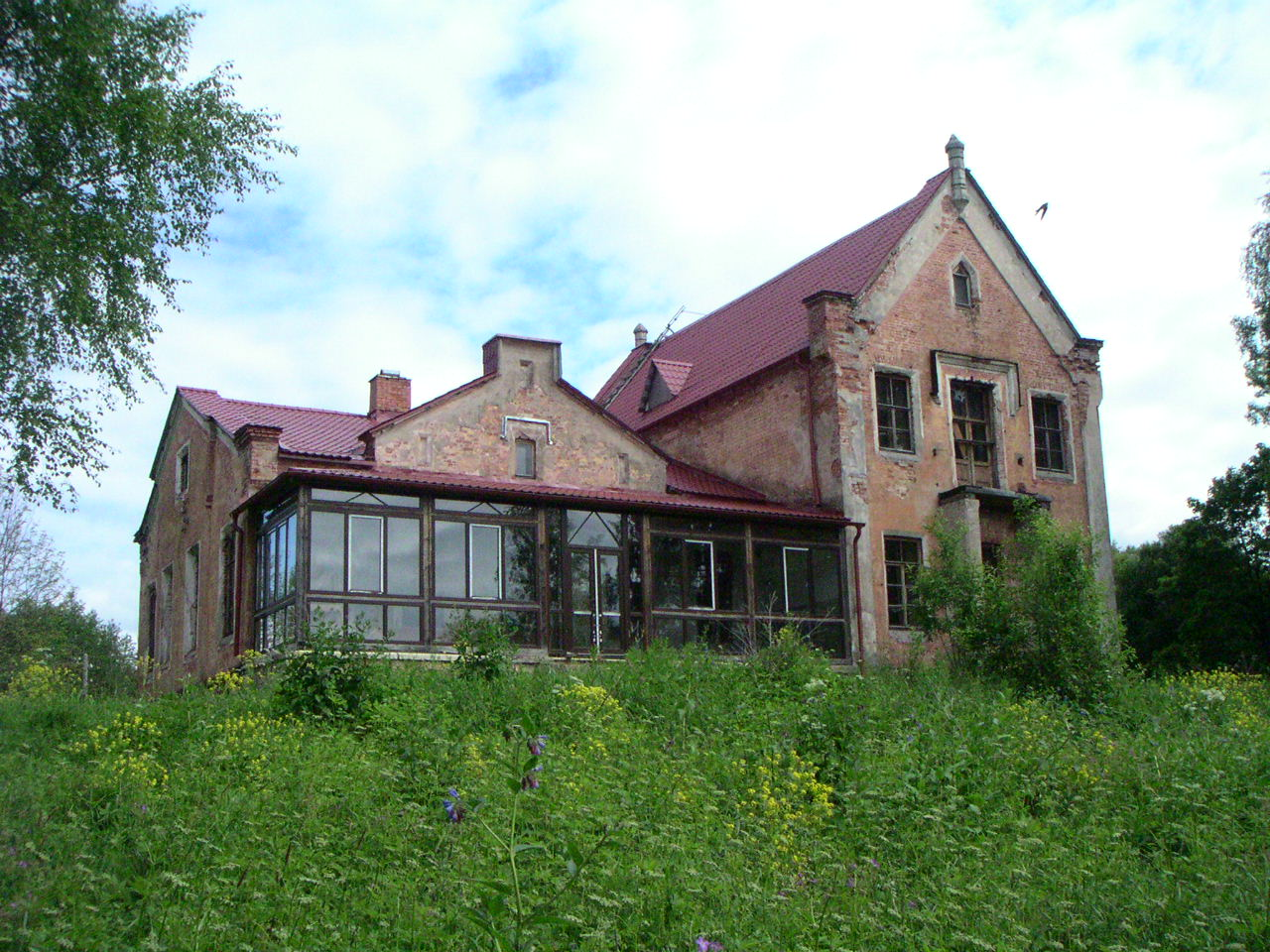
Главный дом усадьбы (2003)
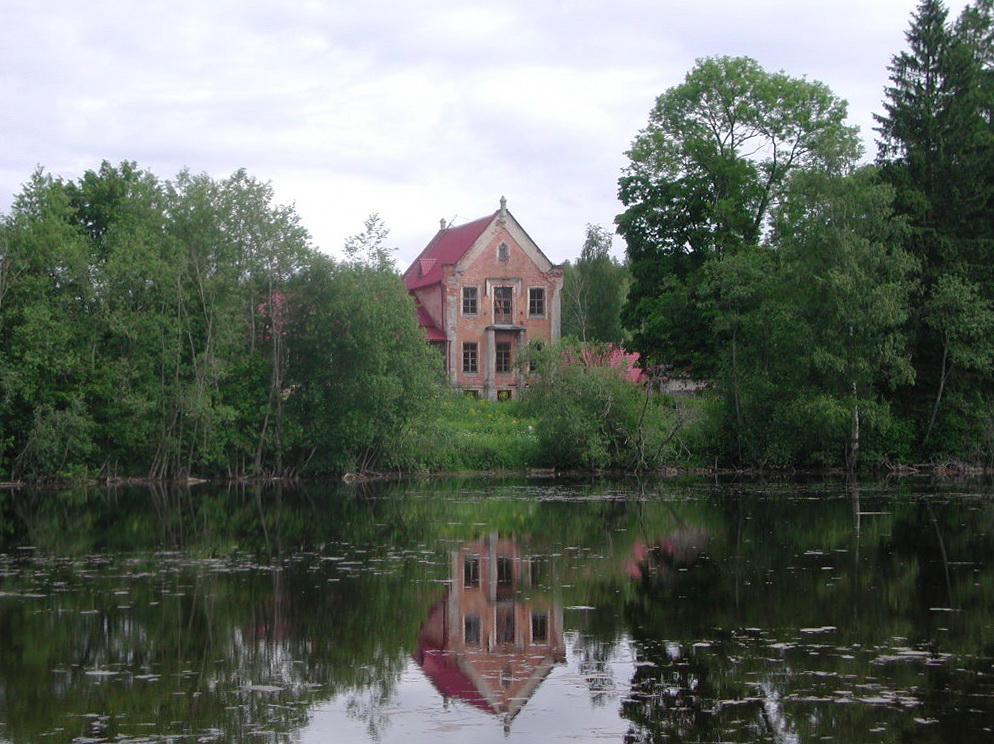
Усадебный дом и пруд (2003)
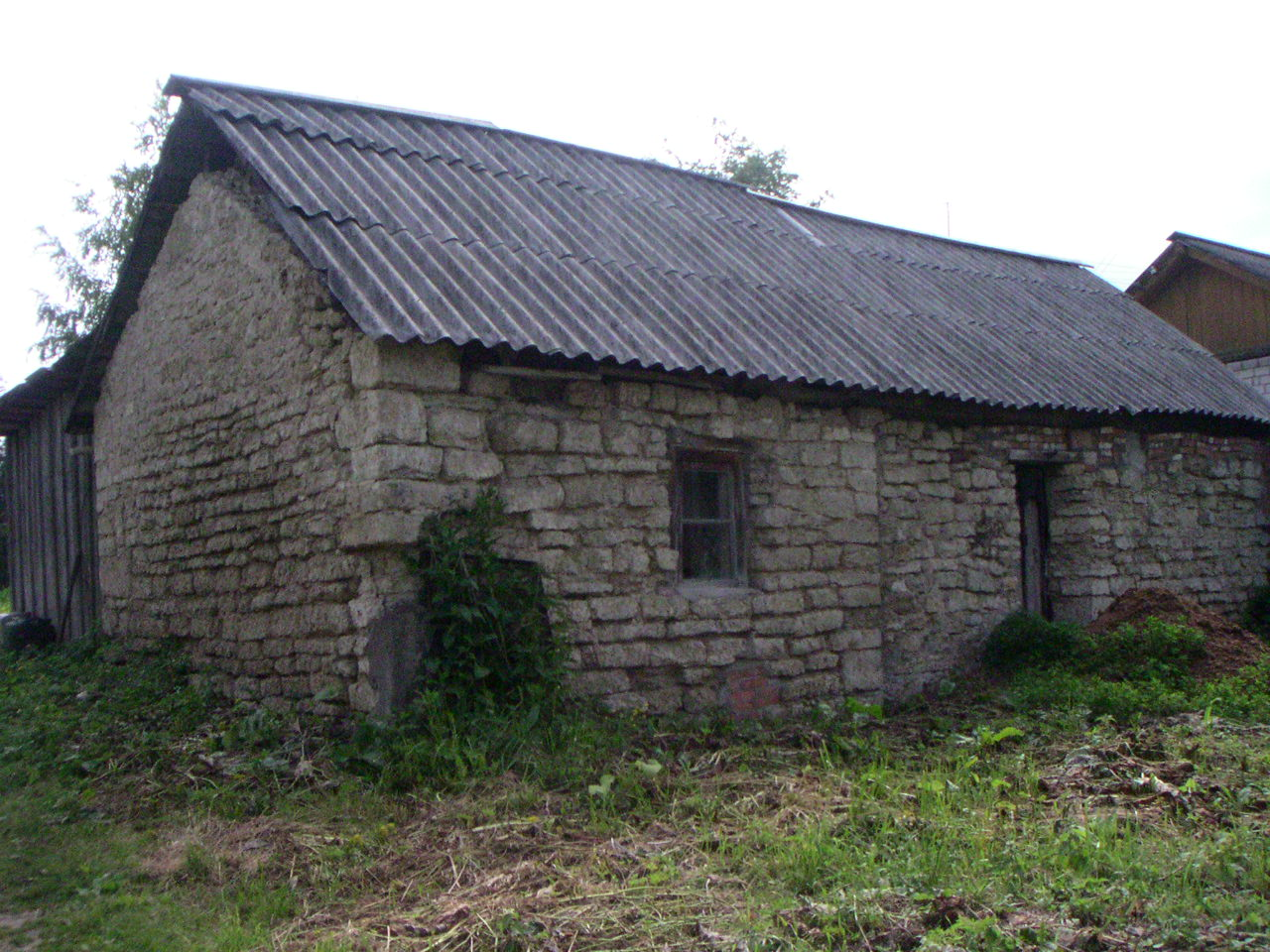
Служебные постройки (2003)
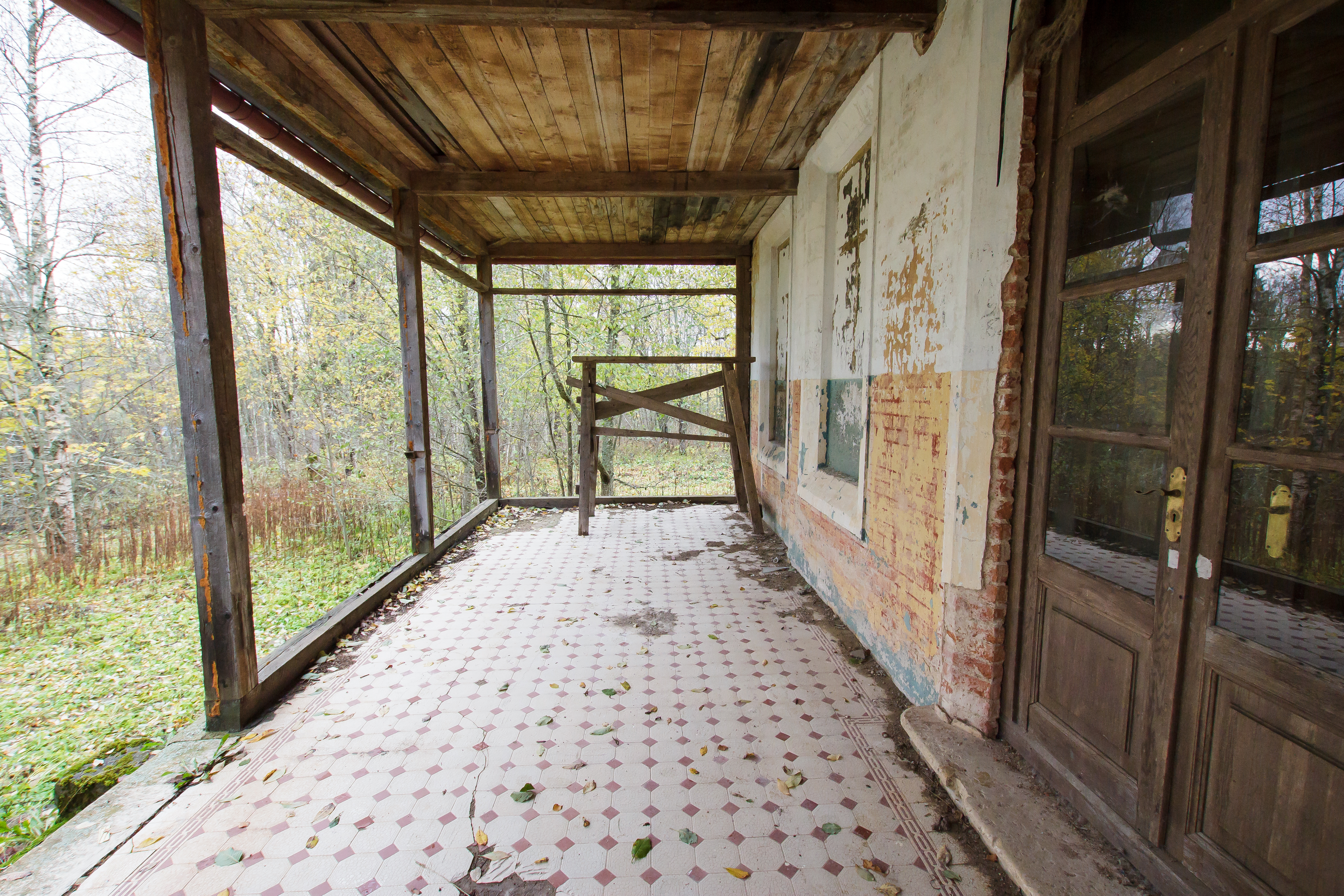
Крыльцо усадьбы (2020)